# تفنوت
تِفنوت این ایزدبانوی مصری ظاهراً تصویری ایزدگونه‌است که شباهت زیادی با انسان ندارد و نیز پدید آورندهٔ شبنم و رطوبت بود. در شهر هلیوپلیس او را خواهر، همزاد و همسر شو می‌پنداشتند، اما در زمان‌های دورتر با ایزدی به نام تفن زوجی را تشکیل می‌داد که از او چیزی بیش از نامش نمی‌دانیم. در نوشته‌ها او را تقریباً به صورت روح ایزد شو توصیف کرده‌اند که بدو یاری می‌رساند تا آسمان را نگاه دارد و هم راه اوست که هر روز نوزاد خورشید را که در کوهستان‌های خاور رها می‌شود، هدایت می‌کند. در کیهان‌شناسی منف، تفنوت همانا زبان پتاح و نماد مفهوم آفرینش همراه شو و در برخی روایات همانا ایزدبانوی ماعت، روح و نظم جهان است. او از شو صاحب دو فرزند به نام‌های سب (زمین) و نوت (آسمان) شد.
در نقاشی‌های کهن تفنوت به شکل ماده شیر یا انسانی با سر شیر و با تاجی از قرص خورشید ترسیم شده و در نقش‌هایی که از وی به عنوان حامی رع و فرعون یاد می‌شود به شکل یوریس نمایان و در برخی روایات نیز حامی ازیریس پس از مرگ است.
| t · f | n · t | I13 |

| t · f | n · t | I13 |